# 聖十字國家公園
50°52′34″N 20°58′41″E / 50.876°N 20.978°E
聖十字國家公園是波蘭的國家公園，位於該國中部，由聖十字省負責管轄，距離凱爾采22公里，始建於1950年，面積76平方公里，最高點海拔高度612米。

## 外部連結
- University site
- Government site